# Jurij Kunakov
Jurij Aleksandrovič Kunakov (in russo Юрий Александрович Кунаков?; Voronež, 19 febbraio 1990) è un tuffatore russo.

## Biografia
Ha vinto la medaglia d'argento ai Giochi olimpici di Pechino 2008 nel sincronizzato da tre metri in coppia con Dmitrij Ivanovič Sautin.

## Palmarès
- Giochi olimpici

Pechino 2008: argento nel sincro 3 m.
- Europei di nuoto

Budapest 2006: argento nel sincro 3 m.
Eindhoven 2008: oro nel sincro 3 m.
Budapest 2010: bronzo nel sincro 3 m.